# Litsea baruringensis
Litsea baruringensis är en lagerväxtart som beskrevs av Adolph Daniel Edward Elmer. Litsea baruringensis ingår i släktet Litsea och familjen lagerväxter. Inga underarter finns listade i Catalogue of Life.